# ダンス

「ワルツを踊るカップル」エドワード・マイブリッジによるフェナキストスコープ 作品（1893年）

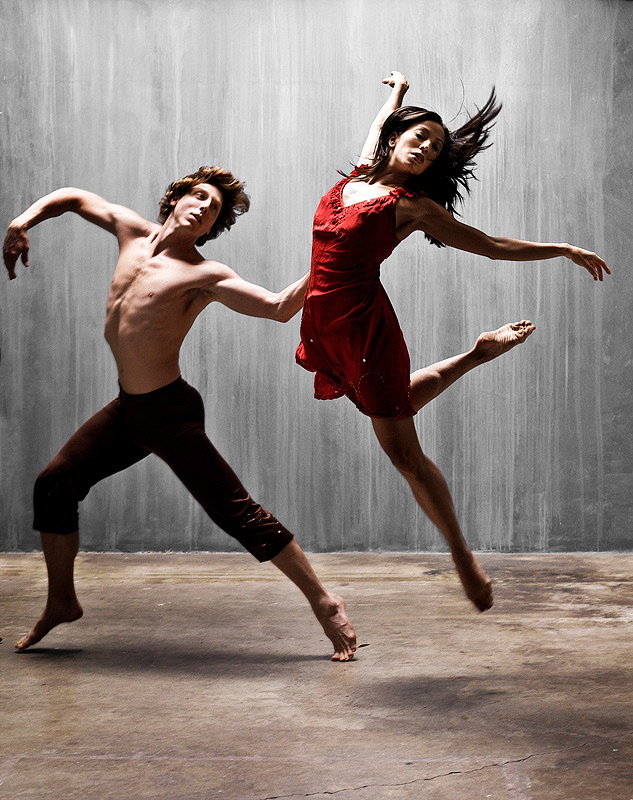
モダンダンス

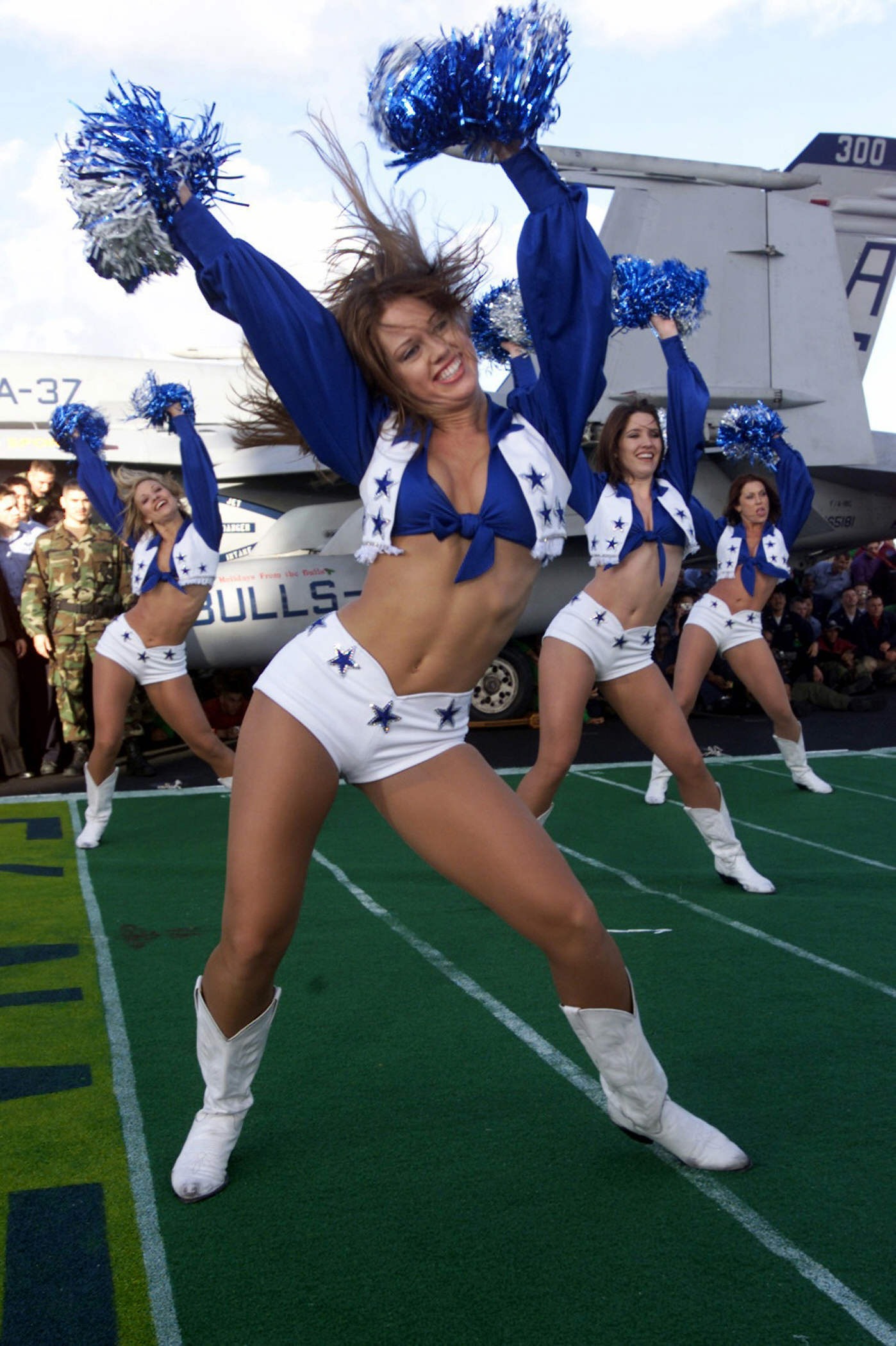
チアダンス

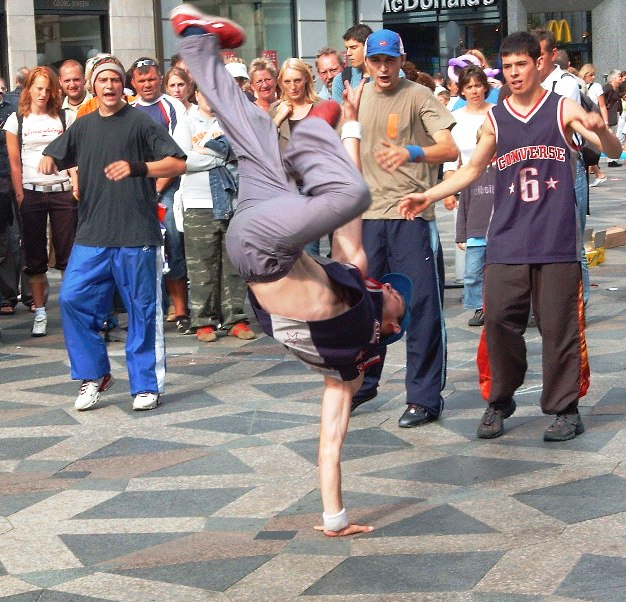
ブレイクダンス

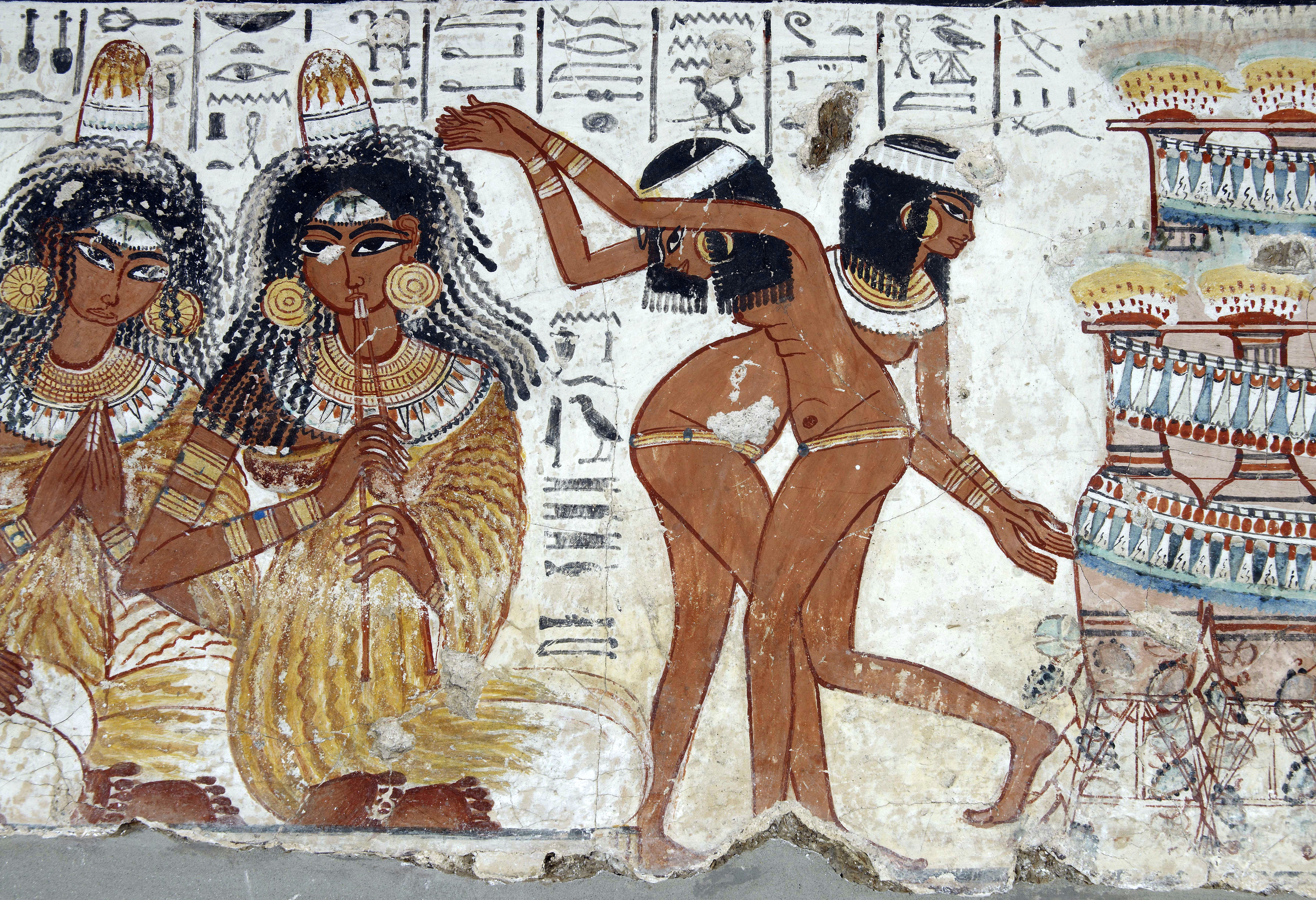
古代エジプト。紀元前1400年。

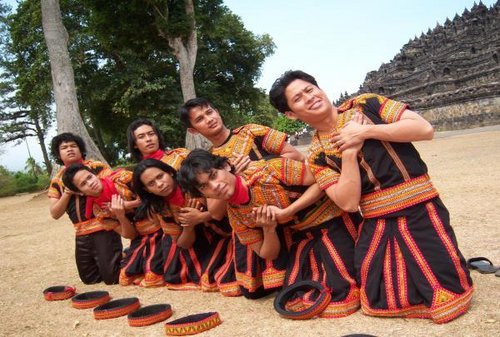
インドネシア、スマトラのサマンダンス

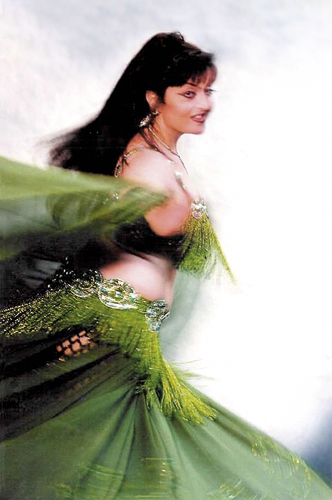
中東のダンスのひとつベリーダンス

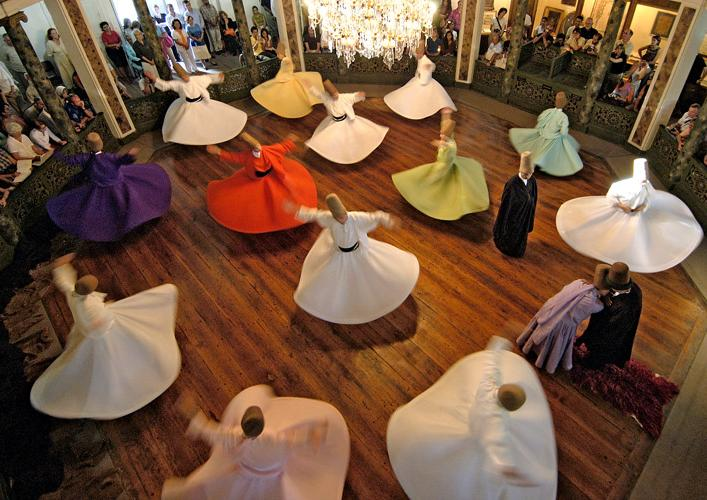
トルコのスーフィーダンス（スーフィズムのダンス）

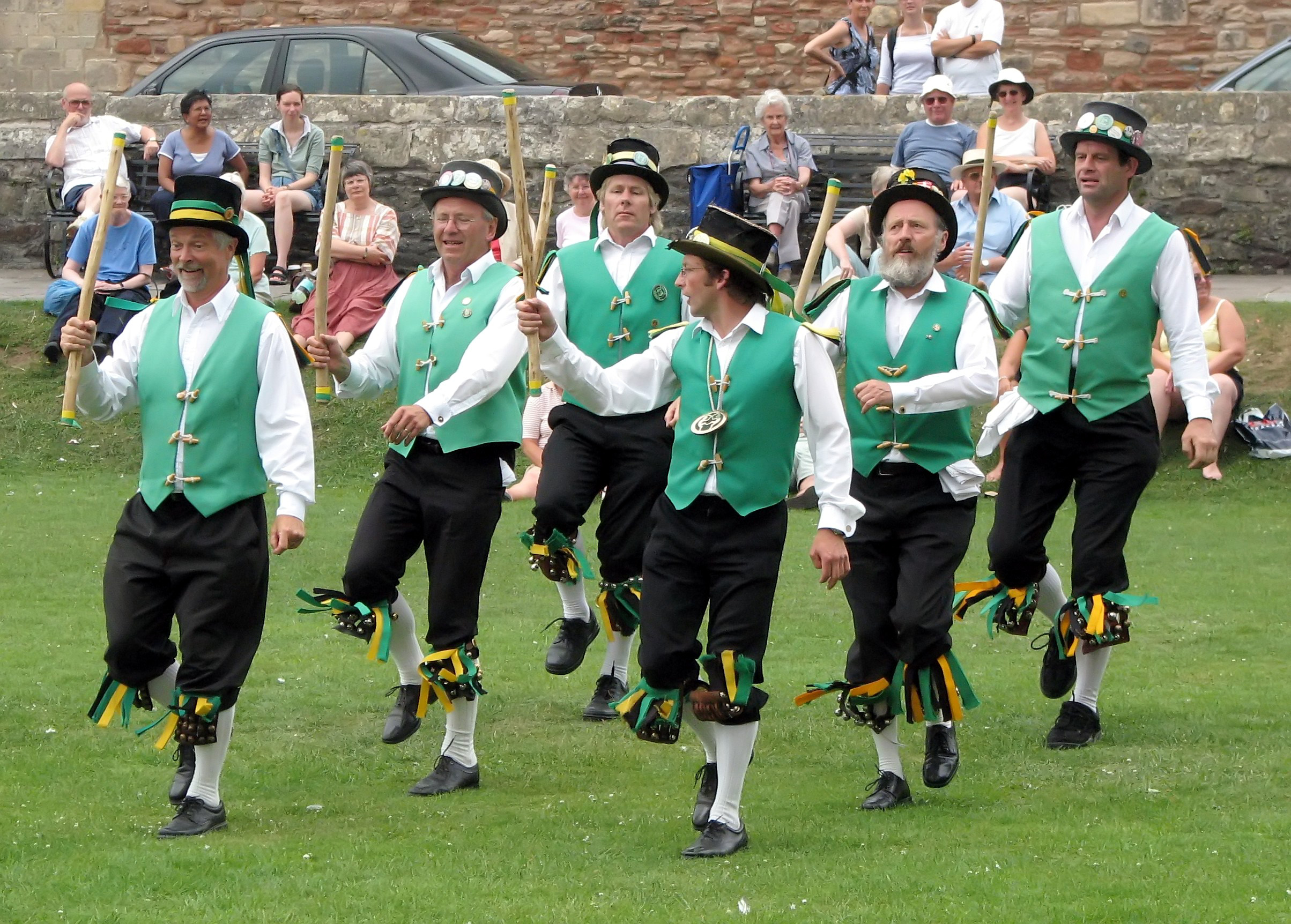
ウェルズの民族的な踊りモリスダンス（:en:Morris dance）イギリス、ウェルズ教会（:en:Wells Cathedral）の庭にて。

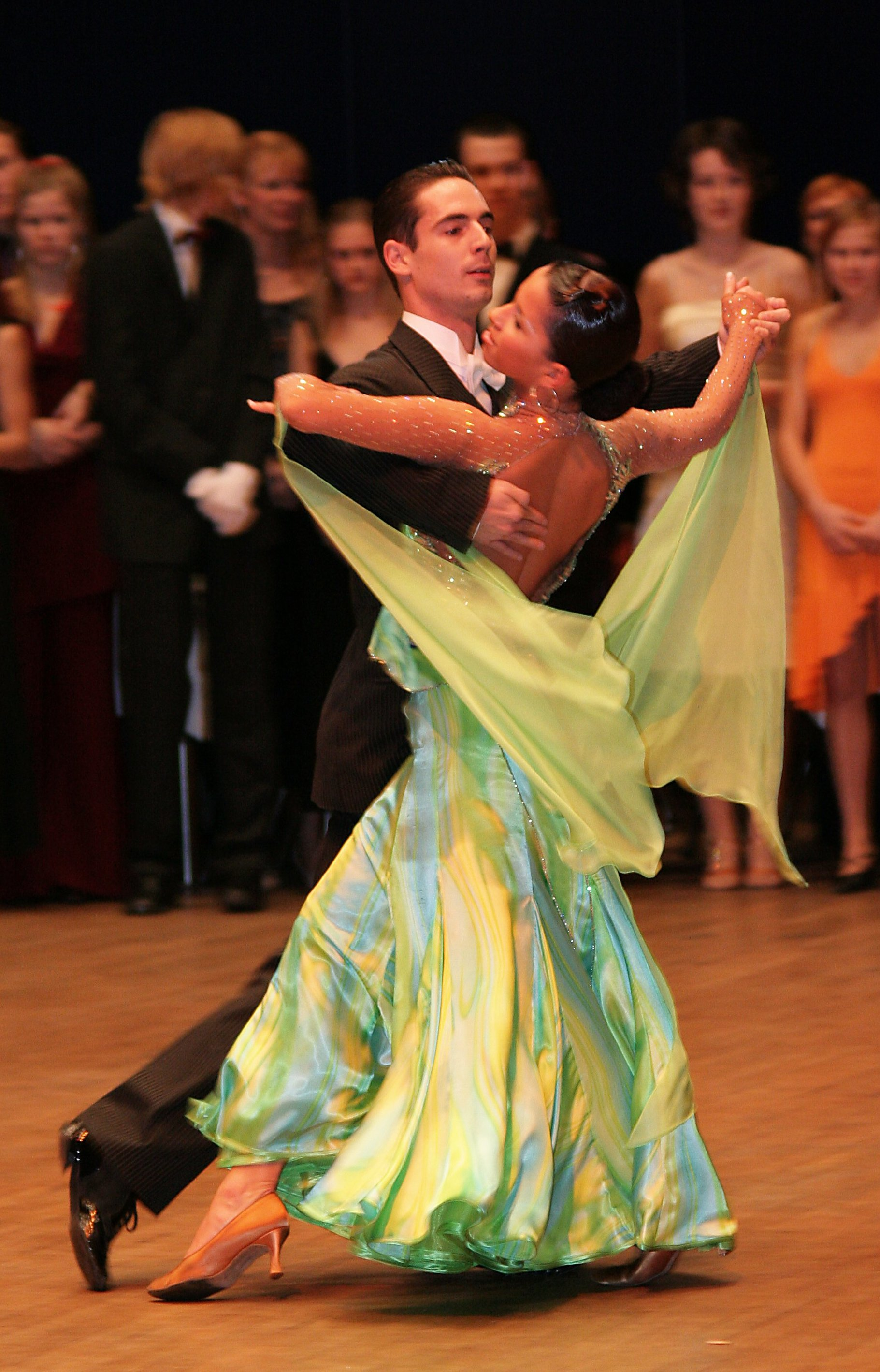
社交ダンスの競技会の一場面

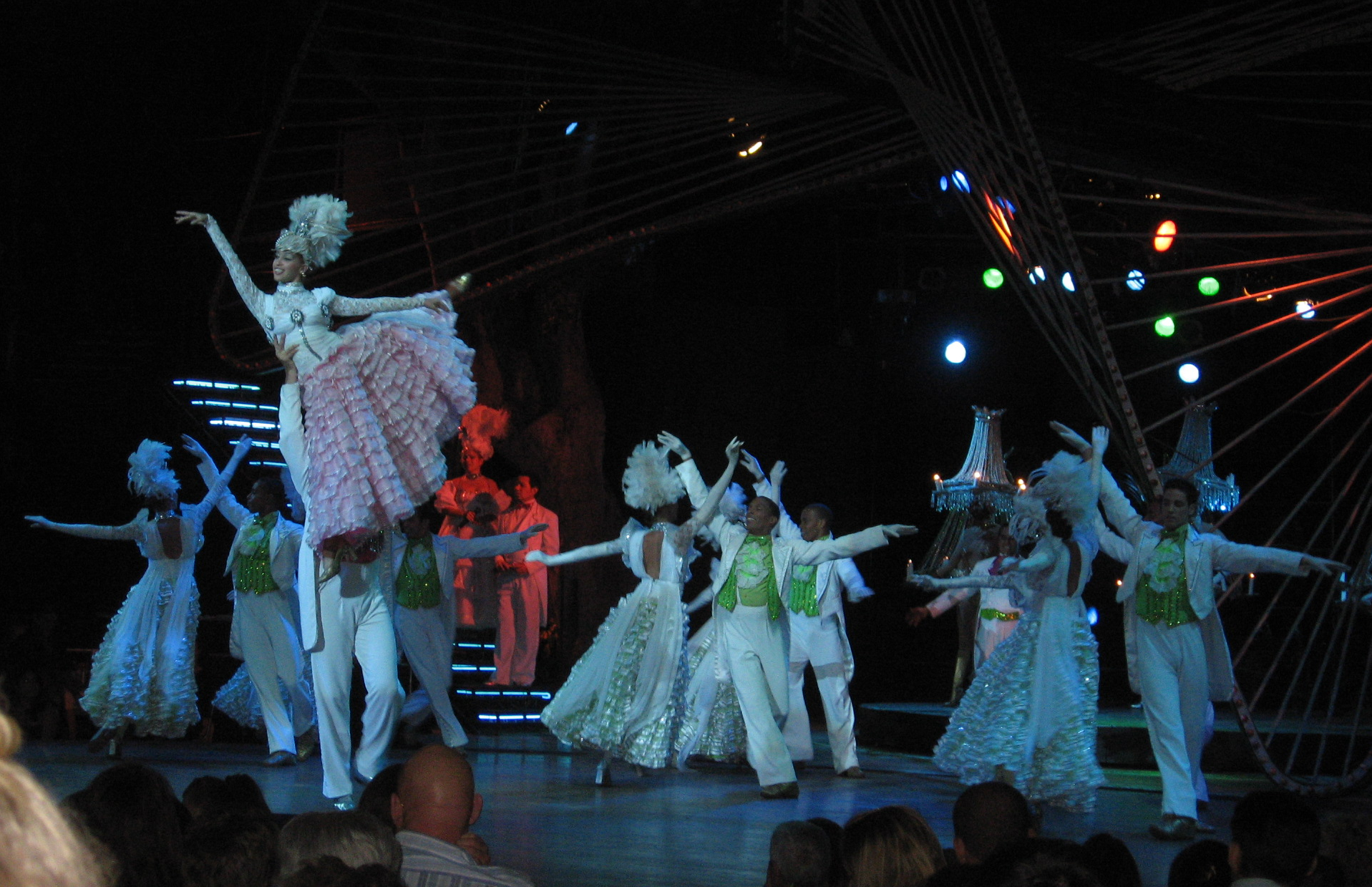
ハバナのトロピカーナクラブのプロたちのダンス

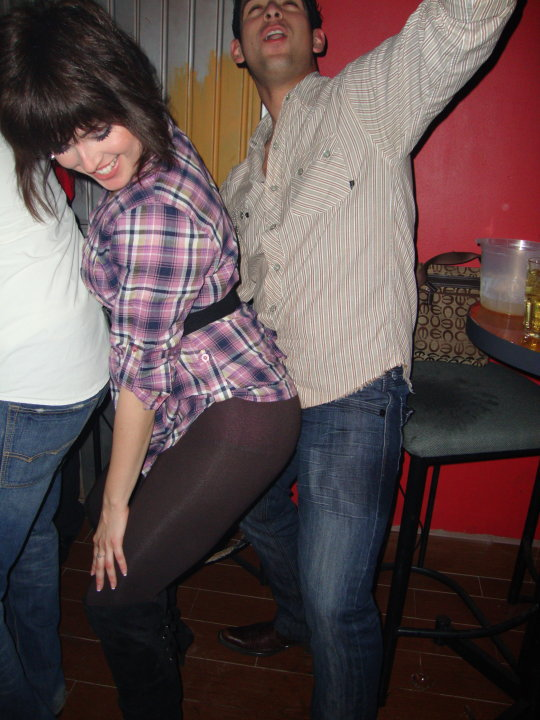
トゥワーク

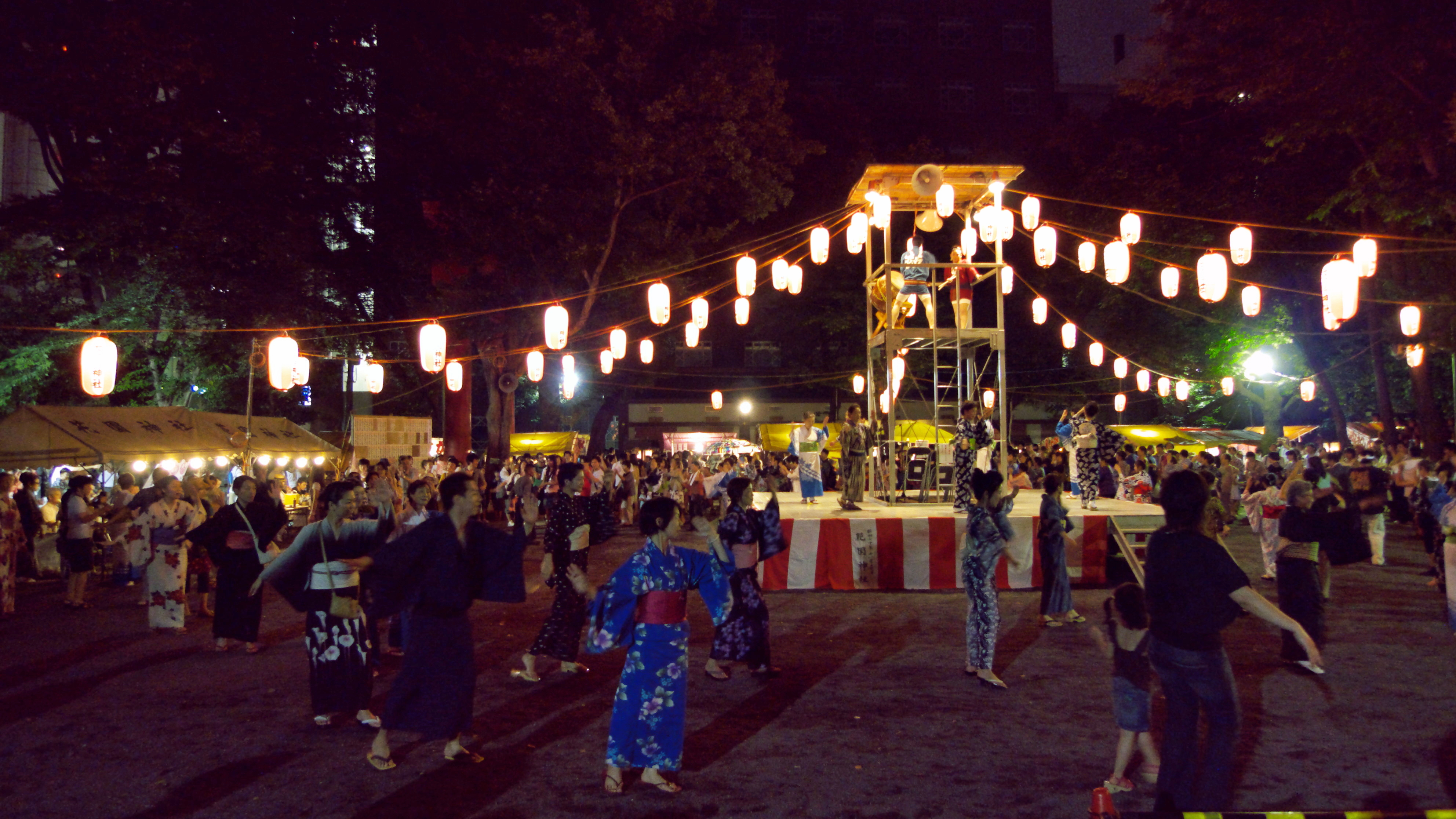
盆踊り

ダンス（蘭: dans、仏: danse.、西: danza、英: dance）は、伴奏に合わせて演じられる一連の動作のことで、その様式は極めて多様であるため厳密な定義づけは容易でないが、遊戯的でリズミカルな動きの連続によってコミュニケーションや表現を行う文化をいう。
ダンスはソロ、デュエットあるいは集団で演じられ、祭りや儀式の場においても行われる。太古から神々への礼拝、国事の祝い、歴史の伝承、言葉を用いない権力への抵抗、戦闘前の行事といった役割から身体を動かして自己を表現し、感情的、精神的、肉体的に自らを称賛したり、労働の際に共同体の協力を得る手段としても、またあるものは長い年月を経て洗練された舞台芸術となっている。その歴史的背景からダンスは「諸芸術の母」とも称される。

## 概要
すべての民族は固有のダンスを持っているといわれ、ダンスの歴史は人類の歴史と同様に古いものである。さらに動物（特に鳥類）にも特有のダンスが見られることから、ダンスは生命に内在する根源的な活動といわれることもある。
人類史では旧石器時代のアルタミラ洞窟の壁画に人々が踊る様子が描かれている。日本の古事記の天岩屋戸神話では岩戸に身を隠した天照大御神（アマテラス）が天宇受売命（アメノウズメ）の踊りを見て再び身を現したとされておりダンスが生命活動を表すものとして描かれている。
ダンスは人間の祈りや願いを神に伝える手段とされ呪術的な意味を持ち、宗教的儀礼のほか、労働や戦闘での意識高揚、成年の通過儀礼などに用いられてきた。一方でダンスはレクリエーションやレジャー、芸術やスポーツの分野でも固有の文化的意味を持つジャンルとして発展した。
あるテーマを持った一定の時間・空間での身体の動きの集積（結果）を踊跡といい、身体の高さ、方向、体形、位置などによってそれぞれ特有の表出をもたらす。一般に直線、三角、四角、ジグザグなど直線的な踊跡をもつ動きは、強い、鋭い、硬いといったスッキリした印象を与える。反対に円、楕円、半円、波形など曲線的な踊跡をもつ動きは、弱い、鈍い、軟らかいといった印象を与えるとされている。
ダンスの伴奏形式には打楽器伴奏や音楽伴奏などのほか、身体の動きそのものが伴奏として機能している無音楽舞踊もある。もともと古典舞踊などでは足で踏んで拍子をとっていたのであり、これがドラや太鼓のような打楽器の誕生のきっかけとなったとする説がある。
英語のダンス（dance）は古ラテン語のdeanteが語源とされ、その原義は「緊張と解緊の連続」を意味する。日本語では舞踏（ぶとう）と訳されていたが、坪内逍遥が「舞踊」と訳してからはこちらが一般化した。坪内逍遥は「新楽劇論」（1904年（明治37年））で舞踊（ぶよう）という訳を当てたが、これは坪内逍遥と福地桜痴による造語である。戦後は、マンボ、ルンバ、チャチャチャなどのラテンリズムのダンスがアメリカを中心に流行し、その後ジルバ、ゴーゴー、ツイストもブームになった。また1970年代には世界的なディスコブームとなり、バンプ、ウォーターゲイト、ハッスル、バスストップ、スパンクなどが流行した。

## 詳細

### 人数
ダンスには一人によるもの（ソロ）と群舞のように多人数によるものがある。一人によるダンスもソロの形式としてそれ自体が一つのまとまりを持ちうるものであるため、単にそれを沢山集めても集団舞踊にすぎず群舞とは言わない。群舞とは二人以上によって二つ以上の異なる複合したリズムにのせて行う踊りのことで、特に複合リズムによって表現すべきモチーフを内在しているものをいう。

### 伴奏処理
ダンスは伴奏処理により打楽器伴奏、音楽伴奏、無音楽（無音楽舞踊）などに分類される。無音楽舞踊は音やリズムとは無関係な音楽を伴わない舞いう意味ではなく、伴奏を舞踊そのものが担っているような形式をいい、楽器を使っていても演奏のためではなく効果楽器として用いられている場合も含む。

### 志向性とスタイル
ダンスは志向性により、ソーシャルダンスのように交流が重要な意味を持つコミュニケーション系と、モダンダンスのようにイメージやテーマの表現が重要な意味を持つ表現系に分けられる。また、ダンスはスタイルにより、民族舞踊（民族ダンス）のように一連のリズミカルな動きが定式化されていて踊り手がそのフレームに従うことで成立しているものと、ブレイクダンスのように踊り手がリズムと動きを自在に工夫する自由性の高いものがある。
ダンスは志向性を縦軸にスタイルを横軸にして、リズムダンス系、ソーシャルダンス系、民族ダンス系、モダンダンス系の4つに分けられる。

## 世界/地域別ダンス

### アフリカ
- セガダンス（英語版）

### 中東
- ベリーダンス

### 北米
アフリカやヨーロッパのダンスやの影響を受けつつも、アメリカで生まれた独自のポピュラー音楽とともに踊られる独自のダンス・スタイルが発展した。
- スウィング・ダンス
- マンボ
- ルンバ
- チャチャチャ
- ファッド・ダンス - ツイスト、ゴーゴー、ジッターバッグ
- ソウルダンス/ディスコダンス　-　バンプ、ウォーターゲイト、ハッスル、バスストップ、スパンク
- ジャズダンス
- ストリートダンス
  - ブレイクダンス
  - ヒップホップ
  - ロックダンス
- スクウェアダンス
- タップダンス

### 中米・南米
ヨーロッパ系移民が作りだしているものもあり、アフリカから連れてこられた人々が故郷から持ち込んだリズムをベースにつくられたダンスもある。広まるにつれ、また社会状況もかわるにつれ、白人・黒人の区別なく踊られるようになっており、世界に広まっているものも多い。ペルーのマリネラ、ブラジルのサンバ、アルゼンチンのタンゴは、南米3大ダンスに挙げられる。
中米・南米のダンスには以下のようなものがある。
- マリネラ
- サルサ
- メレンゲ
- マンボ
- ルンバ
- チャチャチャ
- タンゴ
- サンバ
- クエーカ・・・・・・・・・・マリネラより派生
- アルゼンチンサンバ・・・・・マリネラより派生
- レゲトン

ダンスは結婚式はもとより、誕生会などのパーティーでも気軽になされる。ダンスホールやディスコ、クラブでは、季節や老若男女を問わずにこれらのダンスを楽しむ。ボリビアなどのアンデス地方で行なわれるカーニバルでは、インカ帝国時代の記憶やスペイン統治時代の記憶などに基づく伝統的なダンスがグループにより演じられる。（オルロのカーニバルの項を参照。）ブラジルのカーニバルでも、曲としてはサンバが用いられるが、伝統や歴史を表す装飾や構成になっている。

### アジア
アジアのダンスには、歴史的な出来事や物語などを、ダンスの形態で表現するものが目立つ。また、演劇と不可分なまま発生・発展してきたものもある。例えば、大陸から日本に移入されたと言われる伎楽は、仮面音楽劇であり、日本舞踊の源流の一つとされている。代表的舞踊劇には、日本の能、歌舞伎、中国の京劇、インドのカタカリ、ジャワ島のワヤン・オラン、バリ島のレゴンなどがある。これらの舞踊劇で行われるダンスは、僅かな所作も洗練されており、象徴性が極めて高い。このようなダンスの形態や所作の象徴性は、19世紀末以降の西欧のダンサーや演劇に少なからぬ影響を与えた。日本では　明治以降、鹿鳴館で舞踏会が開かれるなど、西洋式ダンスも行われるようになった。
庶民のダンスには、宗教儀式や豊作を願う呪術的行為に起源を持つものが目立つ。日本の盆踊りはその名の通り祖先の霊を祀る行事である盆に人が集まった時に行われるものである。また、秋の収穫の時期にも同様の習慣がある。韓国・朝鮮の農楽舞や中国のヤンガー（秧歌）も収穫に関係したものと言われている。収穫祭の踊り以外のものとして、仏教や巫俗に関係した踊りが上げられる。日本の念仏踊りや朝鮮半島のサルプリ・チュム（サルプリ舞）、僧舞（スンム）などがこれに当たる。

### 日本

#### 伝統芸能
- 日本舞踊, アイヌ舞踊, 琉球舞踊、能, 歌舞伎舞踊,  盆踊り

#### フォーメーションダンス
複数人で構成される、アイドルグループがパフォーマンスを行うダンスの一種。大人数で隊列を組み個々のダンスではなく、集団としてのダンスで表現する踊り方。モーニング娘。が50枚目のシングル“One・Two・Three”で取り入れたのがきっかけ。以降、現在では多くのアイドルグループに取り入れられ、日本だけに留まらず、韓国、台湾、中国等海外でもフォーメーションダンスを取り入れるグループが増えた。

#### 舞踏「暗黒舞踏」
土方巽、大野一雄、笠井叡、麿赤児、山海塾の天児牛大　などが　独特の現代舞踊として広めた。

### 中国
- 中国舞（中国語版）
- 胡腾（英語版）

### インド

#### 古典舞踊
複雑なリズムなど古典的テクニックがある
- バラタ・ナーティヤム(Bharata Natyam)
- カタック(Kathak)
- カタカリ(Kathakali)
- オリッシーまたはオディッシー(Odissi)
- クチプディ(Kuchipudi)
- マニプリ(Manipuri dance)
- モヒニヤッタム(Mohiniyattam)
- タンヌーラ(Tannoura)

#### 民族舞踊
単調なリズムで展開する、グループで群舞
- グマル、カールベリーヤ（ラージャスターン州）
- ダンディヤ、ガルバ（グジャラート州）
- バングラ（パンジャブ州）
- ビフ（アッサム州）
- タンヌーラ(Tannoura)

### オセアニア
- ハカ (ダンス)

### 欧州
中世以降、貴族社会において舞踏会が盛んに催され、社交ダンスが文化の一部として強く根付いている。1814年から1815年にかけてのウィーン会議では舞踏会にかけて「会議は踊る、されど進まず」と評され、以下のようなものがある。概して、足（パ：pas）の動きに　意識を向けたものが多く、種類によっては手はだらりとぶらさげているものすらある。ドイツのベルトルト・ブレヒトには京劇や能の影響が見られ、フランスのアントナン・アルトーはバリ島の舞踊劇にヒントを得て自身の演劇理論を編み出した。
- バレエ
- モダンダンス
- コンテンポラリー・ダンス
- フォークダンス
  - ホパーク（コサックダンス）
  - ジグ （イギリスやアイルランドの舞曲）　
  - アイリッシュ・ダンス
  - マズルカ（ポーランド）
  - ポルカ（チェコスロバキア）
  - フラメンコ（スペイン）
  - クレズマー
  - ロマの踊り
  - リショー（英語版）（イタリア）
  - リバーダンス
  - ギリシャの民俗舞踊
  - レズギンカ（英語版）
- ソーシャルダンス・ボールルームダンス
  - ワルツ
  - コンチネンタル・タンゴ
  - ヴェニーズワルツ
  - フォックストロット
  - クイックステップ

## 代表的な舞踊家

### ロシア
- アンナ・パヴロワ
- ヴァーツラフ・ニジンスキー
- ルドルフ・ヌレエフ（ソ連）

### 欧州
- シルヴィ・ギエム（フランス）
- モーリス・ベジャール（フランス）
- アンヌ・テレサ・ドゥ・ケースマイケル（ベルギー）
- マリー・ヴィグマン（ドイツ）
- ピナ・バウシュ（ドイツ）
- ラ・アルヘンティーナ（アントニア・メルセ、スペイン）
- ホアキン・コルテス（スペイン）
- マーゴ・フォンテイン（英国）
- アダム・クーパー（英国）

### 米国
- イサドラ・ダンカン
- フレッド・アステア
- ドリス・ハンフリー
- マーサ・グレアム
- キャサリン・ダナム
- トリシャ・ブラウン
- スティーヴ・パクストン

### 日本
- バレエ：吉田都、上野水香、熊川哲也
- 前衛舞踊：伊藤ミカ、田中泯
- モダンダンス：石井漠、江口隆哉、邦正美
- フラメンコ：小松原庸子、小島章司
- 暗黒舞踏：大野一雄,  土方巽

### その他
- ジョルジュ・ドン（アルゼンチン）崔承喜（朝鮮舞踊）アレハンドロ・ザッコ（タンゴ）
- ルクミニ・デヴィ　Rukmini Devi Arundale　（インド・バラタナティヤム）

## 健康
ジャズからスウィング、社交ダンスまで、あらゆる種類のダンスでは、複数の頭脳のスキルを必要とし、記憶を改善する経路を刺激する。たとえば、パートナーの動きに反応し、反応を計画して実行し、ステップとシーケンスを記憶する必要がある。身体活動も神経可塑性を促進するのに役立つので、運動と精神的な課題を組み合わせると、さらに大きな効果が得られる。